# Magneton
Magneton a fost o formație de hard rock din Oradea, România.

## Componența trupei
- Tobe - Alexe Fodor
- Șef formație, Chitară bas - Dorel Borz
- Compozitori: - Antal István, Bárány Sándor, Dorel Borz
- Sintetizator - Adrian Tăutu
- Voce, Chitară acustică - Antal István , Bárány Sándor  [1]

## Discografie
În anii '80 formația a înregistrat în studiourile Electrecord două LP-uri, primul album având versurile melodiilor în română, iar cel de-al doilea în maghiară:
- ROCK EXPRESS (1984, Electrecord STM-EOE 02378)
- JÓ FIÚ LESZEK (1986, Electrecord STM-EDE 02860)